# The Rippingtons
A The Rippingtons amerikai dzsesszzenekar. Smooth jazz-t, fúziós jazz-t, jazz popot és crossover jazzt játszanak. 1985-ben alakultak meg. Az együttes The Rippingtons feat. Russ Freeman néven is ismert. Kabalájuk egy narancssárga színű, napszemüveget viselő macska, aki az összes albumborítón feltűnik.

## Tagok
- Russ Freeman – gitár, billentyűk, programozás
- Dave Karasony – dobok
- Bill Heller – zongora
- Rico Belled – basszus
- Jeff Kashiwa/Paul Taylor/Eric Marienthal/Brandon Fields – szaxofon

## Diszkográfia
Stúdióalbumok
- Moonlighting (1986)
- Kilimanjaro (1988)
- Tourist in Paradise (1989)
- Welcome to the St. James' Club (1990)
- Curves Ahead (1991)
- Weekend in Monaco (1992)
- Sahara (1994)
- Brave New World (1996)
- Black Diamond (1997)
- Topaz (1999)
- Life in the Tropics (2000)
- Let It Ripp (2003)
- Wild Card (2005)
- 20th Anniversary (2006)
- Modern Art (2009)
- Cote d'Azur (2011)
- Built to Last (2012)
- Fountain of Youth (2014)
- True Stories (2016)
- Open Road (2019)

Egyéb kiadványok
- Live in L.A. (koncertalbum, 1993)
- The Best of the Rippingtons (válogatáslemez, 1997)
- Live Across America (koncertalbum, 2002)